# Guido Sagramoso
Guido Sagramoso (Negrar, 3 settembre 1875 – Milano, 18 febbraio 1945) è stato un ingegnere, dirigente d'azienda e politico italiano, amministratore delegato della Società Italiana Ernesto Breda per Costruzioni Meccaniche dal 1918 al 1944 e membro del Senato del Regno.

## Biografia
Nato a Negrar dal padre Pietro e dalla madre Erminia Breyer von Breynau si laurea presso la facoltà di ingegneria del Politecnico di Milano nel 1898.
Presto comincia la sua attività lavorativa al fianco di Ernesto Breda nella società da questi fondata distinguendosi per le notevoli capacità non solo ingegneristiche ma anche amministrative. Al momento della morte di Ernesto Breda, nel 1918, il figlio Giovanni affidò al Sagramoso la guida della società, nominandolo amministratore delegato il 6 novembre 1918. Nel corso della sua carriera professionale venne inoltre nominato Presidente delle Industrie meccaniche e aeronautiche meridionali, della S.A.E.R. - Elettrica nazionale e della Società commerciale siderurgica Milanese. Tali meriti nell'attività industriale italiana gli valsero, il 9 agosto 1939, la nomina a Senatore del Regno.
Sposò Lina Greppi da cui ebbe 6 figli. Morì nella sua casa di Milano il 18 febbraio 1945, dopo essere stato incarcerato per un breve periodo nel carcere di San Vittore dopo essersi opposto alla decisione delle SS di traferire in Germania operai e apparecchiature della Breda.